# Aulotandra
Aulotandra – rodzaj bylin z rodziny imbirowatych (Zingiberaceae). Obejmuje 6 gatunków, z czego 5 jest endemitami Madagaskaru, 1 gatunek występuje w tropikalnej Afryce.

## Systematyka
Tradycyjnie rodzaj umieszczany był w plemieniu Alpinieae w podrodzinie Alpinioideae Link z rodziny imbirowatych (Zingiberaceae). Badania molekularne wykazały jednak ścisłe (siostrzane) pokrewieństwo z roślinami rodzaju Siphonochilus i dlatego wskazano za celowe klasyfikowanie tego rodzaju w obrębie podrodziny Siphonochiloideae.
Wykaz gatunków
- Aulotandra angustifolia H.Perrier
- Aulotandra humbertii H.Perrier
- Aulotandra kamerunensis Loes.
- Aulotandra madagascariensis Gagnep.
- Aulotandra trialata H.Perrier
- Aulotandra trigonocarpa H.Perrier